# Der Pennäler Schnitzelbank

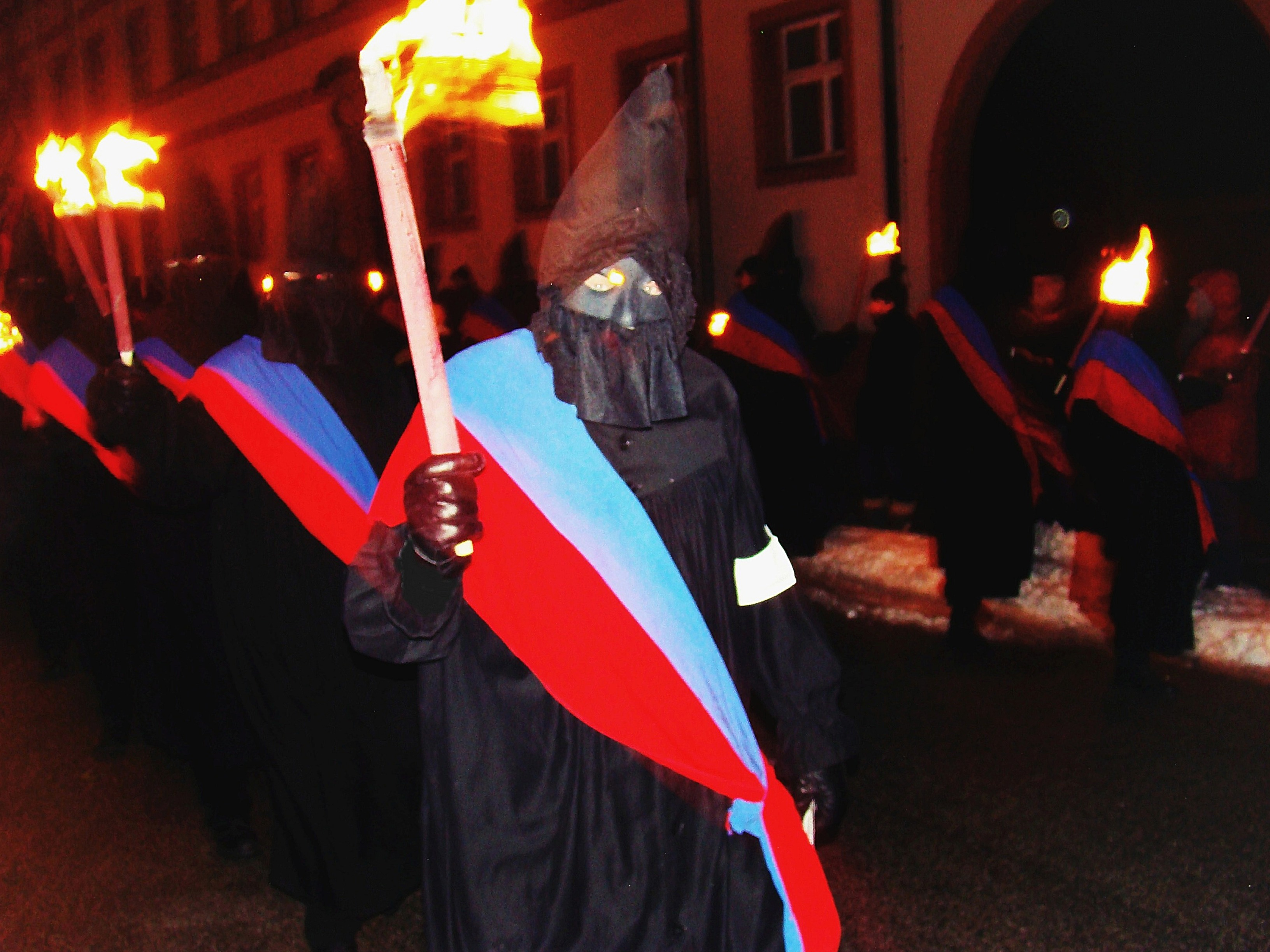
Einzug der Pennäler Schnitzelbank mit Fackeln in die unbeleuchtete Innenstadt

Der Pennäler Schnitzelbank (oder auch „Schwarze Schar“) ist ein Geheimbund und Fastnachtsbrauch in Ellwangen (Jagst), bei dem die in Dominos gehüllte „Schwarze Schar“ die Vergehen und Schwächen der örtlichen Prominenz in Versform anprangert.

## Geschichte, Ablauf und Versliste

Versliste der „Schwarzen Schar“ von 1901

Gegründet wurde die „Schwarze Schar“ 1851 durch Schüler des Peutinger-Gymnasiums und ist damit Ellwangens ältester Fastnachtsbund. Die Gründung steht im Zusammenhang mit der Revolutionszeit 1848.
Zum Auftakt der alljährlichen Tradition gehen am Abend des Fastnachtssonntags in der Ellwanger Innenstadt die Lichter aus, um die Bevölkerung auf den Umzug der Pennäler Schnitzelbank einzustimmen. Diese ziehen – fackeltragend, verhüllt in schwarze Dominos und mit Schärpen, die als Rangabzeichen dienen – in die Ellwanger Innenstadt ein. Trommelnde Mitglieder führen den Zug an der Vorderseite an, ein weiteres Mitglied trägt springend und wild schüttelnd einen Schellenbaum mit sich, was zu einem martialisch-gespenstischen Gesamteindruck führt. Über den ganzen Abend hinweg besuchen sie die Ellwanger Gasthäuser, wobei die meist ca. 100 Mitglieder beim Betreten und Verlassen der Lokale das lateinische Studentenlied Gaudeamus igitur singen. In den Gasthäusern finden am Abend fastnachtliche Rahmenveranstaltungen statt, wobei das Eintreffen der Pennäler Schnitzelbank dort bange und mit Spannung erwartet wird und den abendlichen Höhenpunkt darstellt. Schon einige Zeit vor dem Eintreffen der gesamten Gruppe mischt sich eine kleine Vorhut unter die verkleidete Bevölkerung im Lokal. Nachdem alle Mitglieder eingetroffen sind, verteilen sich diese im Gasthaus und ein Mitglied verliest die Versliste, welche anschließend zum Verkauf angeboten wird. Die Liste trägt auf ihrer Vorderseite stets eine großflächige Karikatur, die aktuelle politische und gesellschaftliche Themen aufgreift. An den kleinen, fünfjährigen Jubiläen, beispielsweise zum 165. im Jahr 2016, ist die Liste durch eine Vielzahl zusätzlicher Karikaturen besonders umfangreich. Eine Versliste enthält typischerweise ca. 50 Verse, die jeweils 4 Zeilen umfassen. Diese werden in der Melodie des Liedes Auf de schwäbsche Eisebahne gesungen, wobei die letzten beiden Zeilen unter Trommelschlägen wiederholt und dabei vom gesamten Lokal und Publikum mitgesungen werden. Als Beispiel soll hier der Anfangsvers des Jahres 2009 dienen, der wie die Karikatur oft eine Verbindung zwischen dem weltpolitischen Geschehen und der Pennäler Schnitzelbank zieht:

„Können wir trotz Bankenkrisen

Diese Fastnacht noch genießen?

‚Yes, we can!‘ und das nur dank

Der Pennäler Schnitzelbank.“

In den darauf folgenden Versen muss die lokale Prominenz wie Politiker, Geistliche, Wirte, Juristen, Ärzte, Lehrer, Künstler und Ellwanger Originale oftmals pikante Verse über sich ergehen lassen, die wahre, wenn auch durch satirische Darstellungsweise teils überspitzte Geschichten behandeln, die sich im zurückliegenden Jahr zugetragen haben. Befindet sich eine besungene Person im Lokal, wird mit kurzen, schwingenden Peitschen, welche die Mitglieder stets bei sich tragen, auf ihn gedeutet. Als die „Schwarze Schar“ nach ihrer Gründung noch nicht den heutigen guten Ruf genoss, hatten diese eine abschreckende Funktion.

## Das Silentium
Der besondere Reiz der Pennäler Schnitzelbank liegt darin, dass niemand in Ellwangen die Mitglieder der „Schwarzen Schar“ kennt und die Beteiligten sich auch zu strengstem Stillschweigen, dem so genannten „Silentium“, verpflichten müssen. Um die Aufnahmekriterien ranken sich dementsprechend zahlreiche Mythen. Einer davon lautet, dass nur männliche Absolventen des Peutinger Gymnasiums, die den altsprachlichen Zug der Schule absolviert haben, aufgenommen werden.
Die Mitglieder tragen zum Schutz ihrer Identität lateinische bzw. lateinisch wirkende, teils humorvolle Namen, mit denen sie sich den Abend des Fastnachtssonntags über ansprechen.

## Orden der „Goldenen Sau“
Zum 100. Jubiläum der Pennäler Schnitzelbank wurde 1951 erstmals der Orden der Goldenen Sau verliehen. Damit werden herausragende Persönlichkeiten der Ellwanger Fastnacht ausgezeichnet. Da sich nicht jedes Jahr eine Person findet, die des Ordens würdig wäre, findet die Verleihung in unregelmäßigen Abständen statt. Der Goldene Orden hängt an einem blau-rot-goldenen Band, den Farben der Pennäler Schnitzelbank, und verpflichtet den Geehrten, ihn während der Ellwanger Fastnacht zu tragen.
Insgesamt wurden bisher 29 Personen mit dem Orden der „Goldenen Sau“ geehrt, dies sind:
| Jahr | Name              |
| ---- | ----------------- |
| 1951 | Julius Zimmerle   |
| 1951 | Josef Veit        |
| 1952 | Anne Fischer      |
| 1954 | Josef Ostertag    |
| 1955 | Anton Eberle      |
| 1958 | Hans Karl Stengle |
| 1962 | Alois Rothmaier   |
| 1964 | Albert Maier      |

| Jahr | Name              |
| ---- | ----------------- |
| 1968 | Engelbert Hölzle  |
| 1971 | Hans Widmann      |
| 1973 | Max Steinacher    |
| 1976 | Rudolf Burkhardt  |
| 1976 | Richard Burkhardt |
| 1979 | Eberhard Veit     |
| 1981 | Monika Willand    |
| 1985 | Walter Hach       |

| Jahr | Name            |
| ---- | --------------- |
| 1991 | Roland Mendler  |
| 1994 | Gunda Bieg      |
| 1994 | Ute Dostal      |
| 1995 | Dieter Mendler  |
| 1997 | Peter Kirsch    |
| 2001 | Hermann Sperrle |
| 2004 | Ursula Legner   |
| 2010 | Franz Brenner   |

| Jahr | Name             |
| ---- | ---------------- |
| 2014 | Fritz Widmann    |
| 2014 | Markus Wieser    |
| 2016 | Joachim Ziegler  |
| 2019 | Heiko Eberhard   |
| 2020 | Maria Ohrnberger |
| 2023 | Katrin Deininger |
| 2023 | Anja Wünsch      |

## Tanzstundenbandverleihung

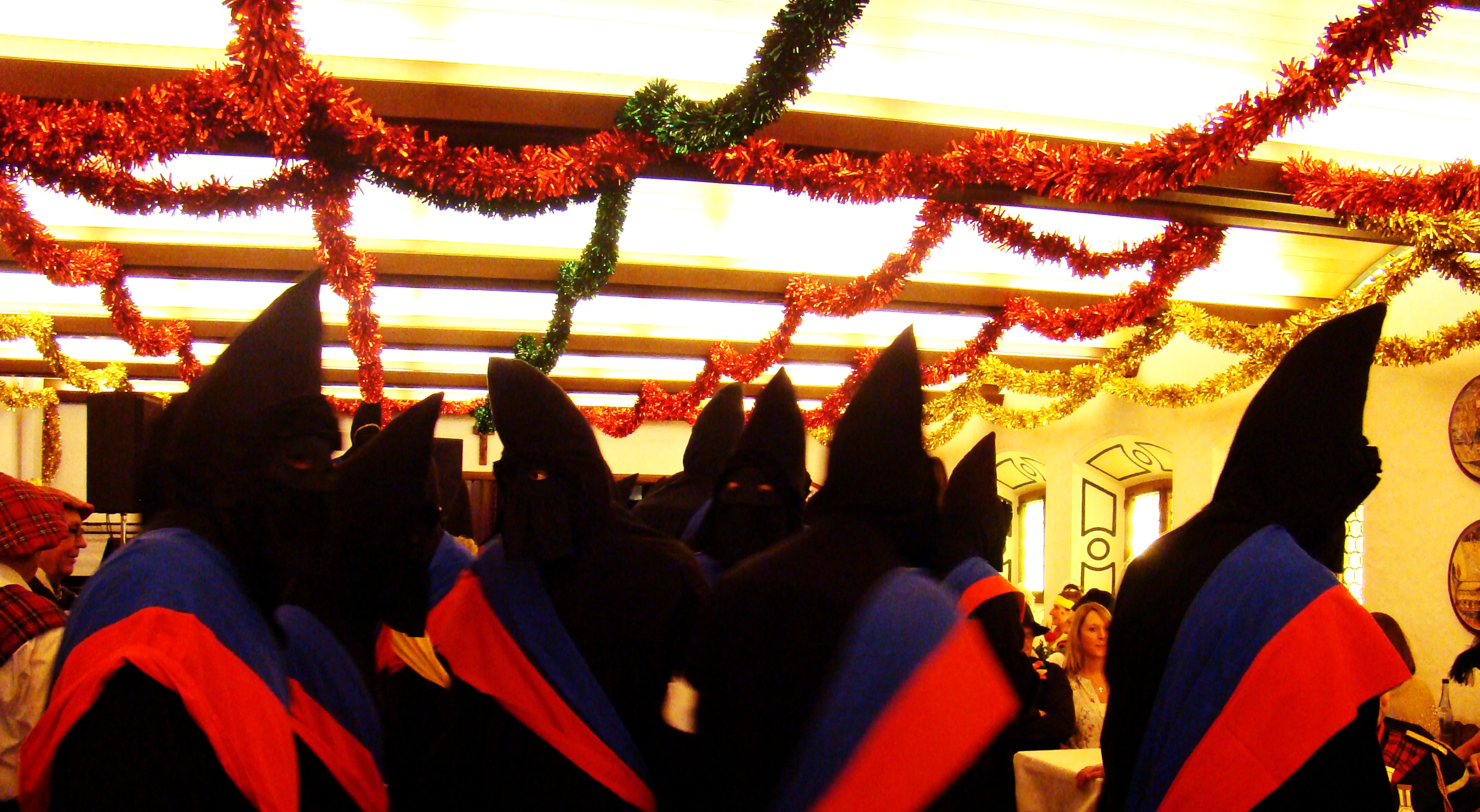
Mitglieder der „Schwarzen Schar“ während des Versvortrags im Gasthaus Roter Ochsen

Die Verleihung des Tanzstundenbandes an die Schnitzelbank ist eine seit 1907 durchgeführte Tradition und stellt einen weiteren Höhepunkt am Abend des Fastnachtssonntags dar. Heutzutage trägt hierbei die Tanzstundendame, eine von dem Geheimbund ausgewählte Ellwanger Oberstufenschülerin, ein selbstgereimtes Gedicht über die „Schwarze Schar“ im Gasthaus Roter Ochsen vor. Im Anschluss daran heftet sie ein selbstgestaltetes Band an den Schellenbaum der Schnitzelbank. Das Oberhaupt der „Schwarzen Schar“ bedankt sich daraufhin mit einem Kuss und Geschenken bei der Dame und die Mitglieder singen kniend – als Zeichen der Anerkennung – die fünfte Strophe des Liedes Gaudeamus igitur, welche einen Lobgesang auf die Frauenwelt darstellt.